# Beechcraft 1900
Beechcraft 1900 — двомоторний турбогвинтовий регіональний авіалайнер виробництва Beechcraft. Також використовується як вантажний літак і корпоративний транспорт, а також кількома урядовими та військовими організаціями. Оскільки клієнти віддають перевагу більшим регіональним літакам, Raytheon припинив виробництво в жовтні 2002 року.
Розроблений на основі Beechcraft Super King Air, літак був розроблений для перевезення пасажирів за будь-яких погодних умов з аеропортів з відносно короткими злітно-посадковими смугами. Здатний пролетіти понад 600 миль (970 км), хоча кілька операторів використовують його повний запас палива. З точки зору кількості побудованих літаків і його постійного використання багатьма пасажирськими авіакомпаніями та іншими користувачами, це один із найпопулярніших 19-пасажирських авіалайнерів в історії.

## Розробка

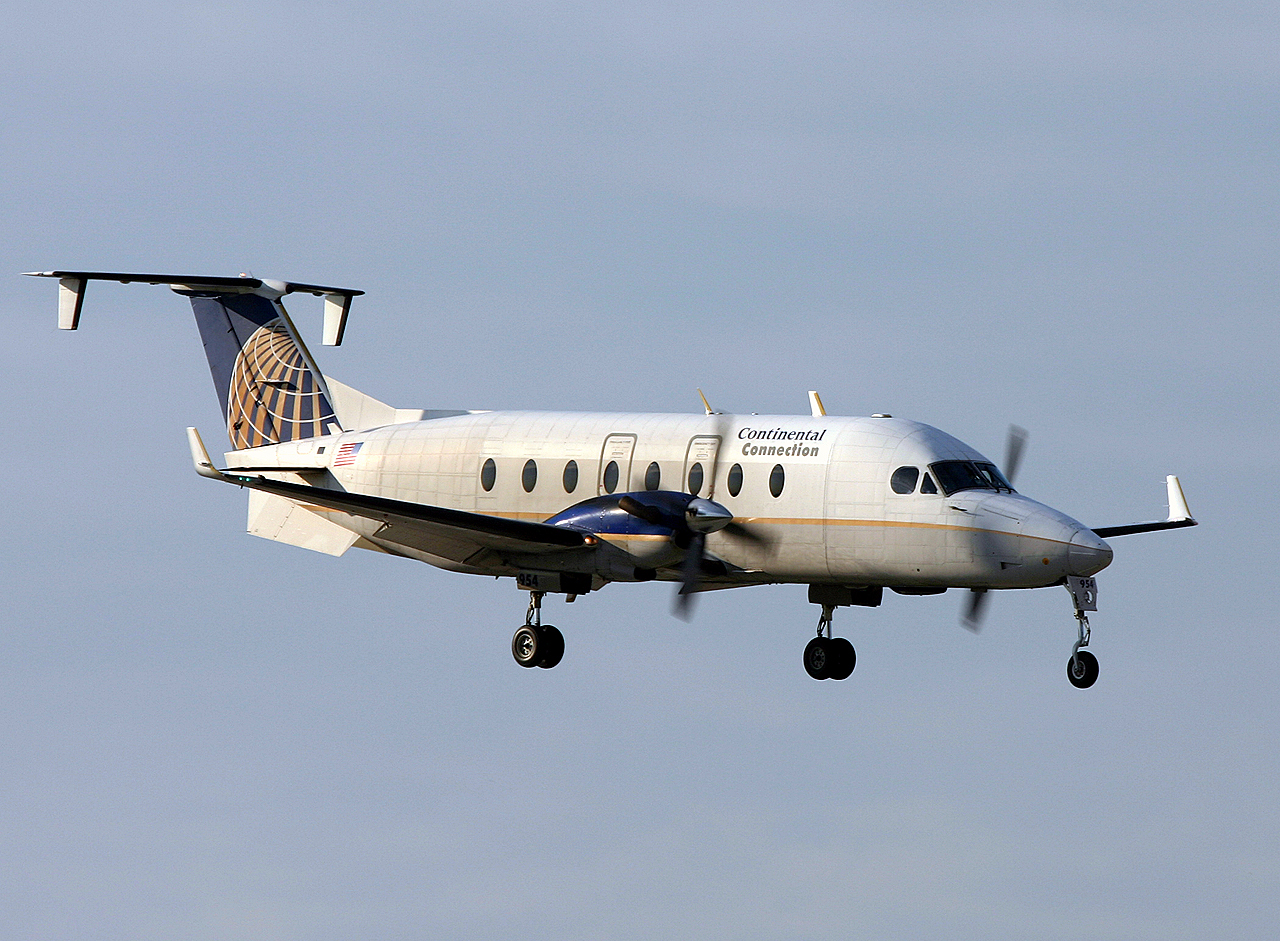
1900D в лівреї Continental Connection.

1900 — третій регіональний авіалайнер Beechcraft після Beechcraft Model 18 і Beechcraft Model 99 Airliner.
Лінія дизайну Beechcraft 1900 почалася в 1949 році з моделі Beechcraft Model 50 Twin Bonanza, багатофункціонального літака з поршневим двигуном на 5 пасажирів, розробленого для армії США. До планера Twin Bonanza була додана більша пасажирська кабіна, яка отримала назву Model 65 Queen Air. Цей літак, своєю чергою, був додатково модифікований шляхом додавання турбогвинтових двигунів і герметизації кабіни, і отримав назву Model 90 King Air. Пізніше була розроблена подовжена версія King Air, яка отримала назву Model 200 Super King Air. Компанія Beechcraft розробила 1900 безпосередньо на основі Super King Air, щоб створити герметичний приміський лайнер, щоб конкурувати з Swearingen Metro та British Aerospace Jetstream.
Перший політ літака 1900 відбувся 3 вересня 1982 року, а 22 листопада 1983 року Федеральна авіаційна адміністрація (FAA) отримала сертифікат згідно зі стандартами льотної придатності 41C Спеціального федерального авіаційного регламенту (SFAR). Як і 1900, 1900C був сертифікований відповідно до SFAR 41C, але пізніша версія 1900D була сертифікована відповідно до стандартів FAR Part 23 «Категорія пасажирів».

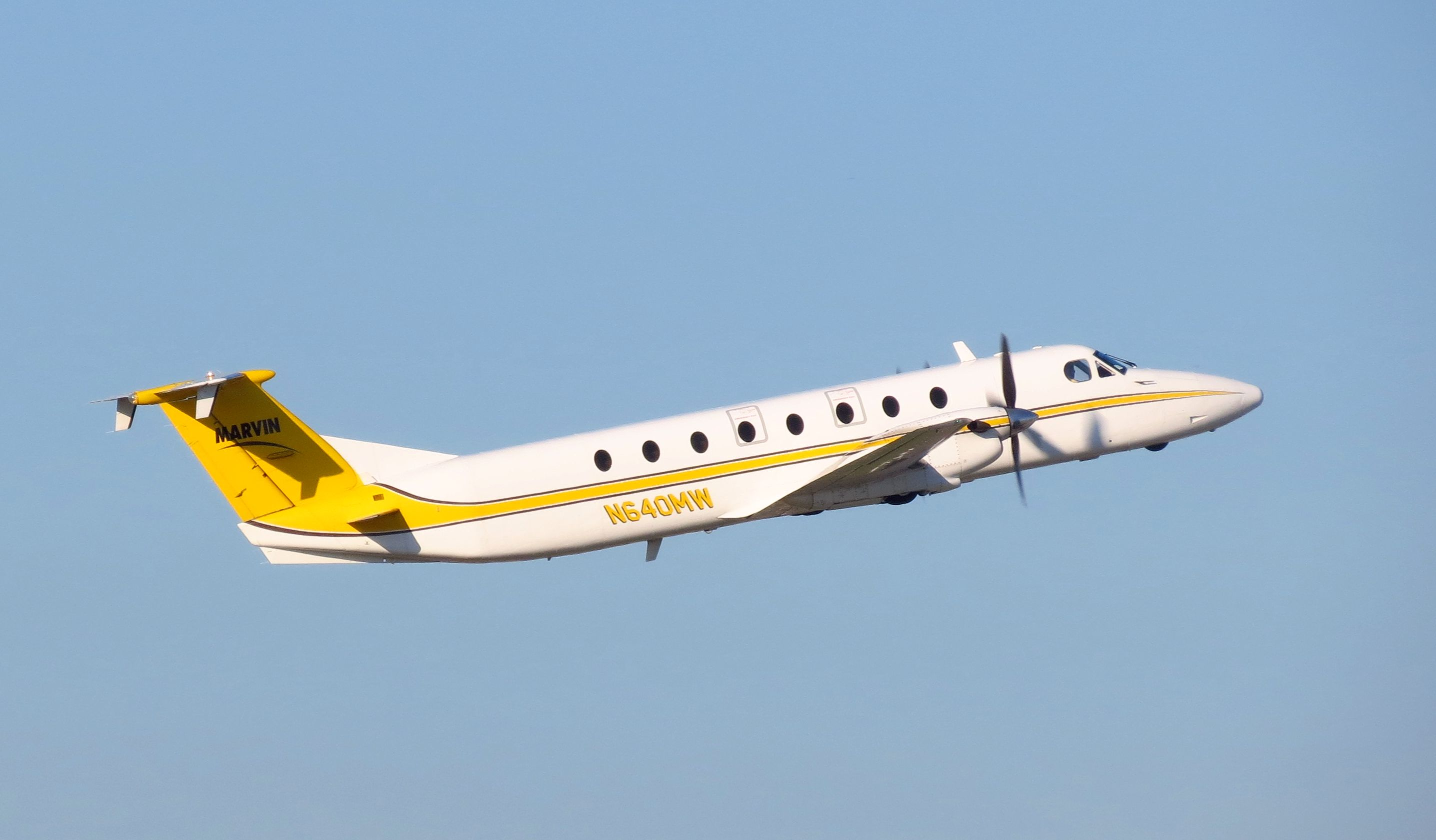
Beechcraft 1900C

## Дизайн

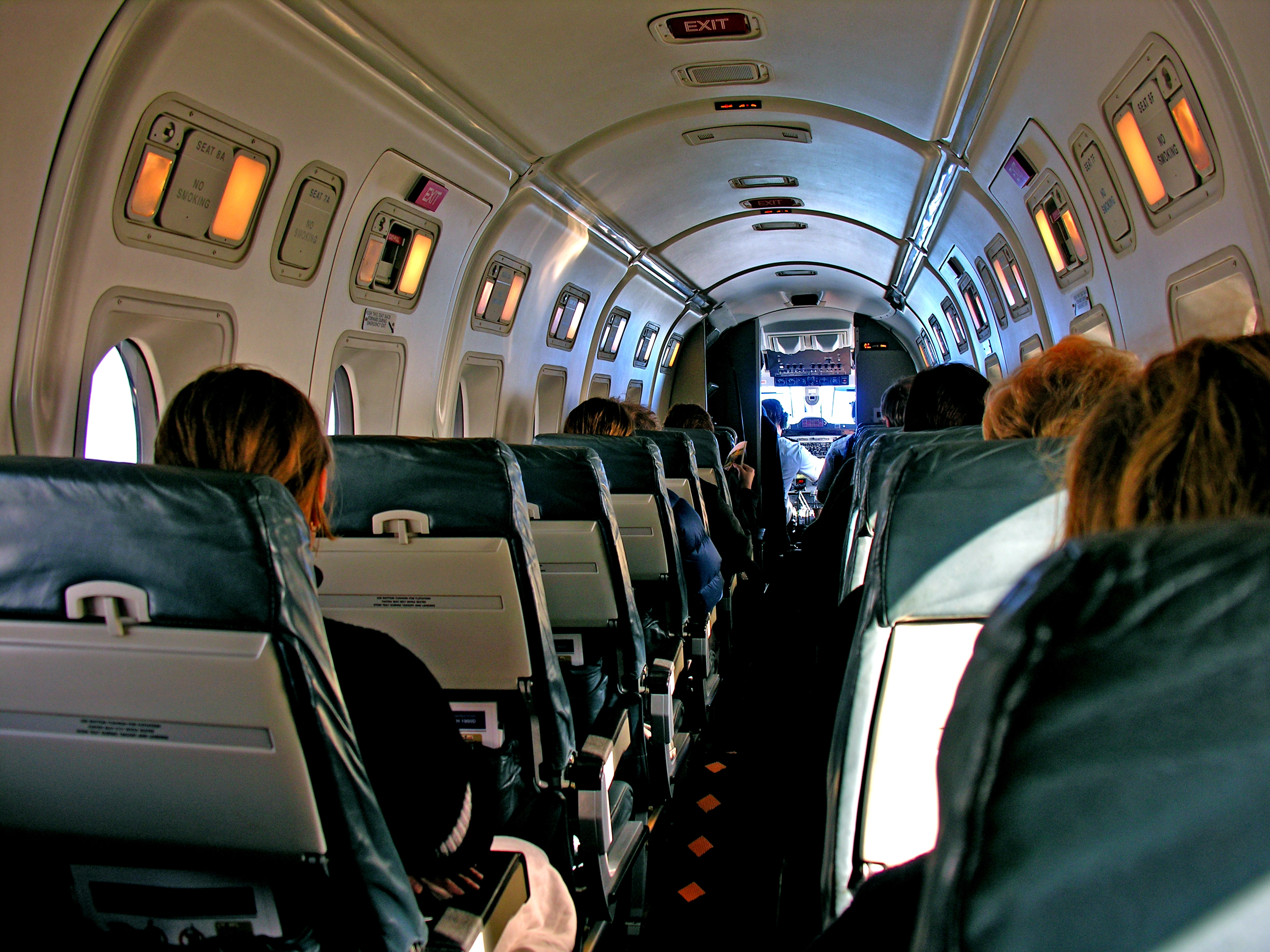
1900 має одинарні пасажирські сидіння з обох боків проходу

Оскільки 1900 походить від King Air, усі 1900-і мають певні характеристики з цим літаком. Елементи керування та операції в кабіні схожі на ті, що в King Air. У той час як Федеральні авіаційні правила вимагають двох пілотів для роботи пасажирських авіаліній, 1900 розроблений і сертифікований для роботи з одним пілотом у корпоративних або вантажних установках, як і King Air.
1900 оснащений двома турбогвинтовими двигунами Pratt & Whitney Canada PT6A. У 1900 і 1900C використовуються два двигуни PT6A-65B, кожен з яких має 1100 кінських сил на валу (0820 кВт). 1900D використовує два двигуни PT6A-67D, кожен з яких має 1279 кінських сил на валу (0,954 кВт). Пропелери виготовлені компанією Hartzell, з чотирма лопатями на кожному пропелері. Леза виготовлені з композитних матеріалів.